# Maahes
Maahes, también llamado Mahes, Mihos, Miysis, Mios y Maihes era un dios del Antiguo Egipto, representado con cabeza de león, que surgió en Leontópolis (Tell el-Muqdam en árabe y Taremu en egipcio), capital del nomo XI del Bajo Egipto en el Imperio Antiguo, aunque su origen es un misterio, pues no se consagra como divinidad hasta el Imperio Medio y su nombre no se extiende por todo Egipto hasta el Imperio Nuevo.

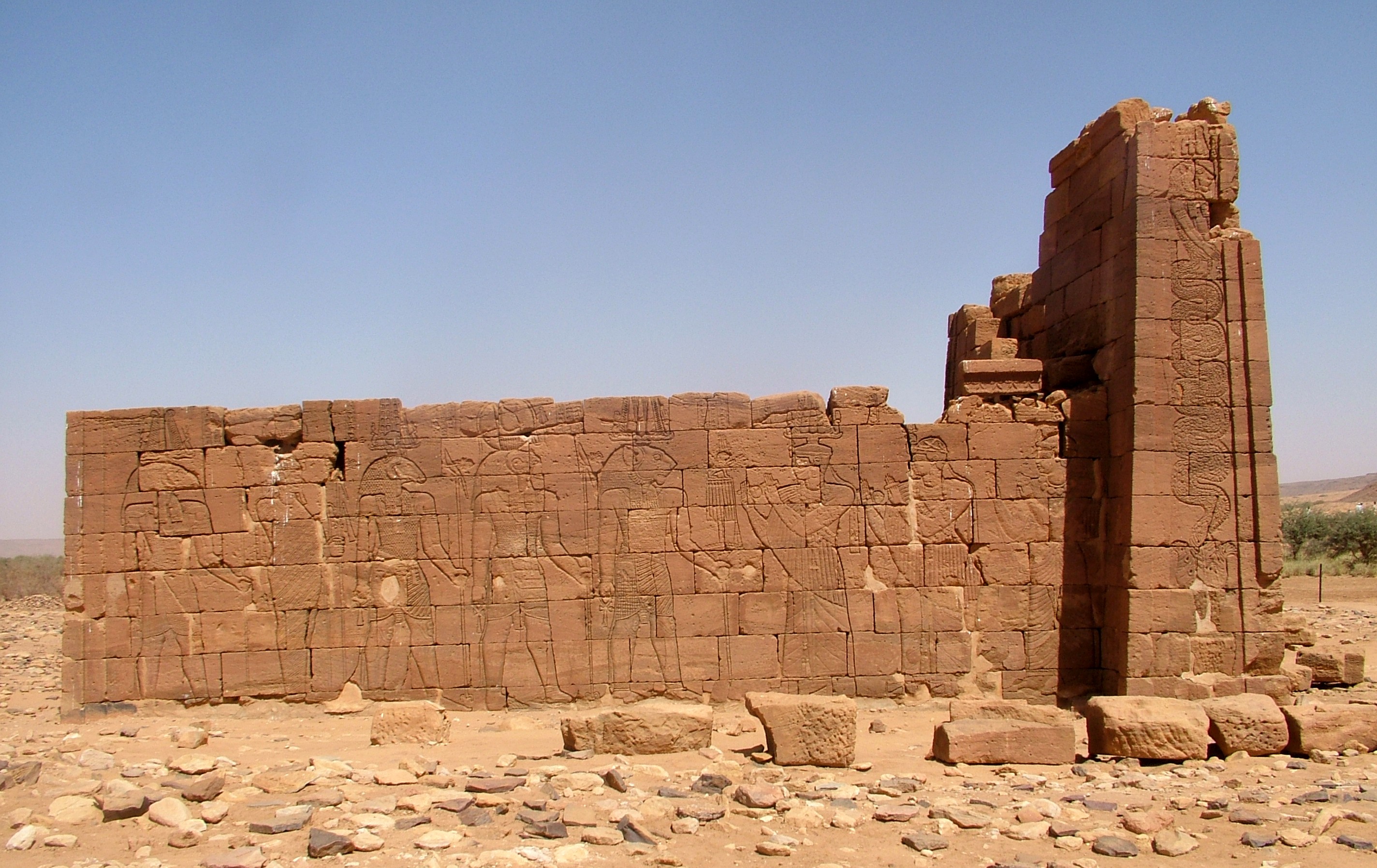
Maahes podría haber sido una asimilación del dios de Nubia Apedemak, representado con cabeza de león y corona Atef en los muros de su templo en Naqa, Nubia (Sudán).

## Iconografía

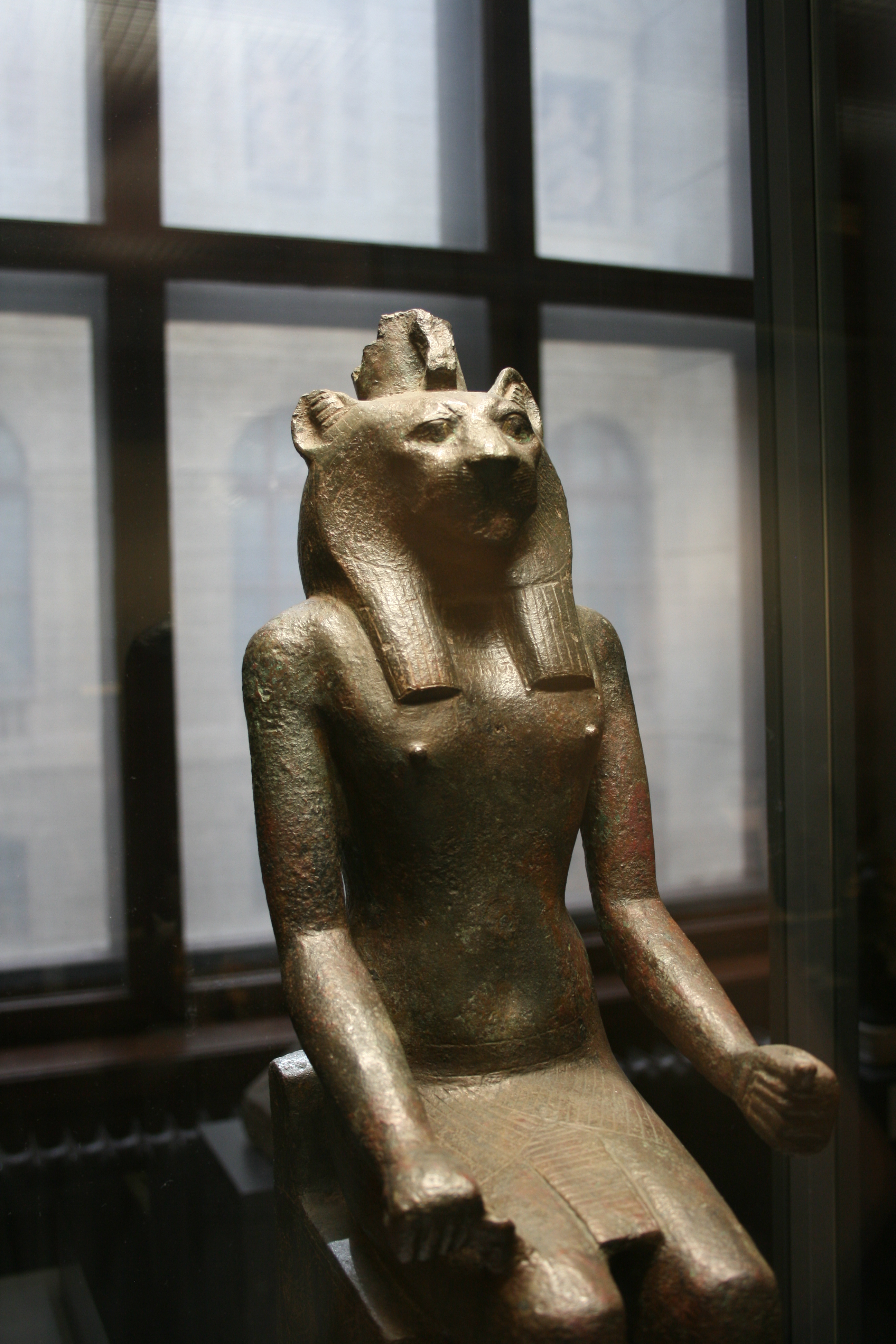
Representación de Maahes con cabeza de león en el Museo de Historia Natural de Viena (664-525 a. C.)

Se le suele representar como un hombre con cabeza de león portando la corona Atef del Alto Egipto o tocado con el disco solar y un uraeus.

## Mitología
Como hijo de Ra y dios de la guerra, acompaña en la barca solar al dios Sol y lucha contra la serpiente Apofis cada noche. También se considera protector de todos los lugares sagrados por su impresionante aspecto.

## Epítomes
Se le denominó durante el Imperio Nuevo, en que es adorado como un señor de la guerra, con los títulos de «Señor de la carnicería» (nombre que se le daba en el Imperio Antiguo al león del desierto), «León de feroz mirada» y «Alma de Bastet». En los Textos de las Pirámides aparece como sinónimo de león.

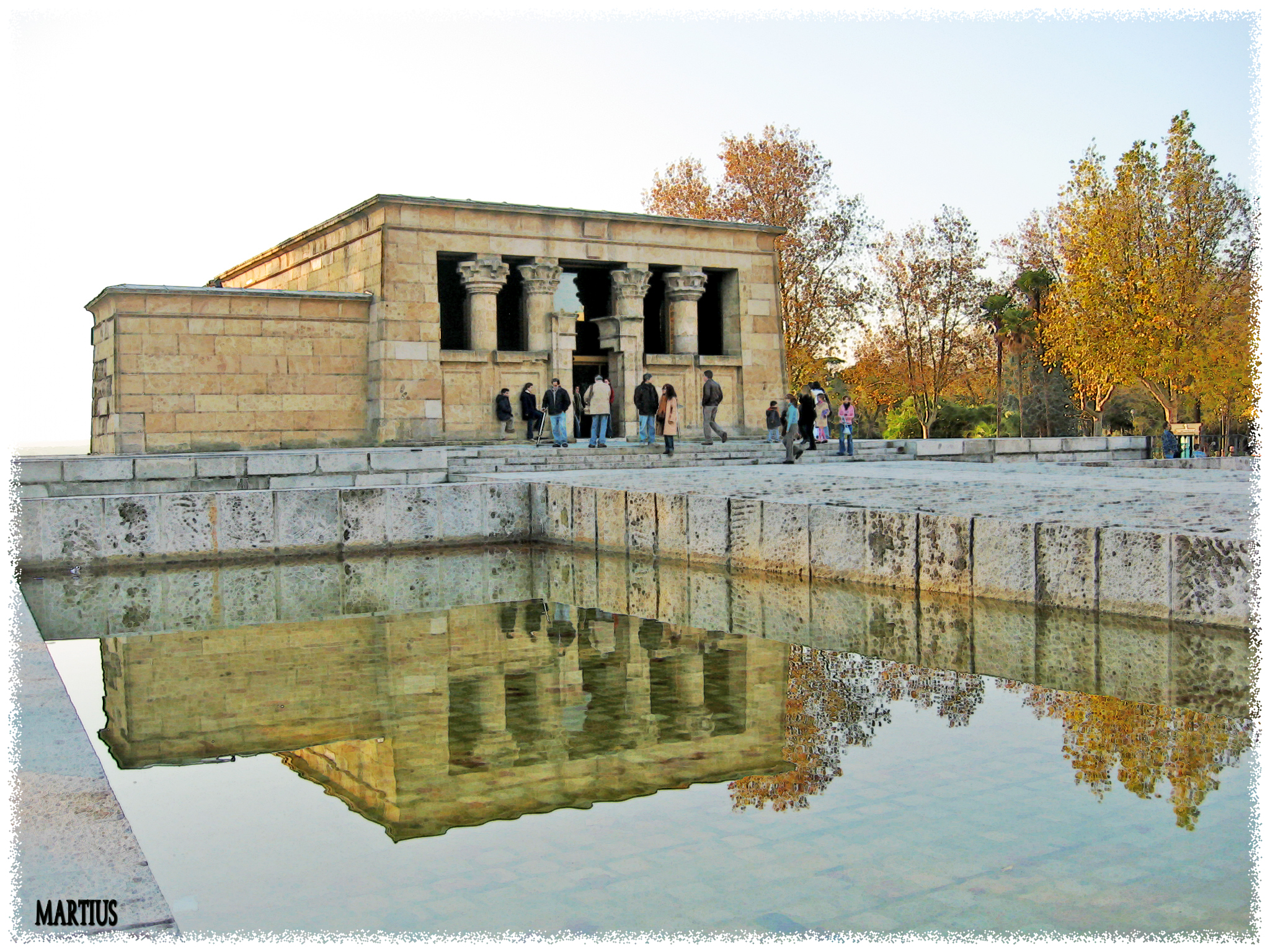
Maahes fue representado en el templo de Debod, trasladado y reconstruido en Madrid, España.

## Culto
Osorkon III, faraón de la dinastía XXII, erigió un templo en su honor en Per-Bastet Bubastis en griego, donde se le consideró hijo de Bastet y Ra. En Menfis y en Leontópolis se identificó con Nefertum y se le consideró hijo de Sejmet y Ptah.
| U1 | G1 | V28 | W14 | S29 | D6 |

| U1 | G1 | V28 | W14 | S29 | D6 |